# W.Y. Boyd Literary Award for Excellence in Military Fiction
Der W.Y. Boyd Literary Award for Excellence in Military Fiction ist ein seit 1997 jährlich durch die American Library Association (ALA) im Rahmen des ALA Awards Programs vergebener und mit $ 5000 dotierter Preis, inklusive eines in 24 Karat Gold gerahmten Zitats, für Autoren fiktionaler Literatur mit Bezug zur amerikanischen Kriegsgeschichte. Er wird durch William Young Boyd II. gestiftet; die Preisträger werden durch eine Jury ausgewählt. Jeff Shaara wurde dreimal, Ralph Peters viermal ausgezeichnet.

## Preisträger
- 1997: Jeff Shaara für Gods and Generals (= Film)
- 1998: Howard Bahr für The Black Flower: A Novel of the Civil War
- 1999: Donald McCaig für Jacob’s Ladder: A Story of Virginia During the War
- 2000: John Mort für Soldier in Paradise
- 2001: Edwin H. Simmons für Dog Company Six
- 2002: Owen West für Sharkman Six
- 2003: James Brady für Warning of War
- 2004: James L. Nelson für Glory In The Name: A Novel of the Confederate Navy
- 2005: Jeff Shaara für To The Last Man: A Novel of The First World War
- 2006: Nick Arvin für Articles of War
- 2007: Robert Mrazek für The Deadly Embrace
- 2008: Robert N. Macomber für A Different Kind of Honor
- 2009: Richard Bausch für Peace
- 2010: John Hough, Jr. für Seen the Glory
- 2011: Karl Marlantes für Matterhorn: A Novel of the Vietnam War
- 2012: P. T. Deutermann für Pacific Glory
- 2013: Ralph Peters für Cain at Gettysburg
- 2014: Ralph Peters für Hell or Richmond
- 2015: Phil Klay für Redeployment
- 2016: Ralph Peters: Valley of the Shadow
- 2017: J. M. Graham: Arizona Moon: A Novel of Vietnam
- 2018: Jeff Shaara: The Frozen Hours: A Novel of the Korean War
- 2019: Ray McPadden: And The Whole Mountain Burned
- 2020: Ralph Peters: Darkness at Chancellorsville
- 2021: Mark Treanor: A Quiet Cadence: A Novel
- 2022: Jeff Shaara: The Eagle’s Claw